# 海斯鎮區 (愛荷華州比尤納維斯塔縣)
海斯鎮區（英語：Hayes Township）是位於美國愛荷華州比尤納維斯塔縣的一個行政鎮區。

## 地方資料
根據2010年美國人口普查的數據，海斯鎮區的面積為86.43平方千米，當中陸地面積為73.93平方千米，而水域面積為12.50平方千米。當地共有人口1144人，而人口密度為每平方千米13.24人。